# Mandjelia platnicki
Mandjelia platnicki là một loài nhện trong họ Barychelidae. Loài này phân bố ờ Queensland.